# Il vitalizio
Il vitalizio (Le viager) è un film del 1972 diretto da Pierre Tchernia.